# Ben Barres
Ben A. Barres (West Orange, 13 de setembro de 1954 – Palo Alto, 27 de dezembro de 2017) foi um neurobiólogo, pesquisador e professor universitário estadunidense, da Universidade de Stanford, chefe da cadeira de neurobiologia da universidade.
Sua área de pesquisa era focada na interação entre neurônios e as células gliais do sistema nervoso. Desde o ano de 2008, era o Presidente do Departamento de Neurobiologia na Universidade de Stanford School of Medicine.
Ele passou por uma cirurgia de readequação sexual em 1997 e se tornou o primeiro cientista abertamente transexual no US National Academy of Sciences em 2013.

## Biografia
Ben nasceu em West Orange, em Nova Jérsei, em 1954. Seu pai era vendedor e sua mãe era dona de casa. Estudando na escola pública local, ele tinha altas notas em ciências e matemática, o que impressionou seu professor do oitavo ano, Jeffrey Davis.
Em 1976, obteve o bacharelado em ciências biológicas pelo Instituto de Tecnologia de Massachusetts e e seguida em medicina pelo Dartmouth College, em 1979. Em 1990, obteve o doutorado em neurobiologia por Harvard. Fez o pós-doutorado pela University College London e em 1993 ingressou na faculdade de medicina de Stanford. Em 1997, Ben passou pela cirurgia de readequação sexual, tornando-se uma voz presente e crítica ao machismo dentro da ciência.

## Pesquisa
Ben  estudava o desenvolvimento e a função de células gliais no sistema nervoso central dos mamíferos. Foi autor e co-autor de mais de 160 artigos científicos, com publicações em revistas especializadas de peso, como a Nature.
Alguns de seus primeiros trabalhos estudaram o desenvolvimento do sistema nervoso em vertebrados, incluindo como e porque alguns neurônios perecem logo após estabelecer conexões com seus pares. Os estudos investigaram como esse suicídio celular acontecia em larga escala.
Ben também estudou vários processos orgânicos, como os pré-requisitos para e as consequências da mielinização dos axônios e as interações de várias moléculas sinalizadoras, como hormônios da tireoide e o ácido retinóico, na formação de células gliais, incluindo oligodendrócitos.
No começo do século XXI, Ben continuou seus estudos sobre as células gliais e os mecanismos por trás de sua habilidade de gerar novos neurônios. Estudou o controle das sinapses das células gliais e a diferenciação dos astrócitos pelas células endoteliais. Investigou o papel da proteína Id2 no controle do desenvolvimento dos oligodendrócitos, permitindo o desenvolvimento das células gliais para diferenciá-las a cada período de tempo e estabelecer que remover esta proteína levava à maturação precoce dos oligodendrócitos.
Estas pesquisas iniciais estabeleceram uma reputação para Ben como especialista em células gliais. Foi por volta desta época que ele descobriu, já trabalhando na Universidade Stanford, sobre a importância de tais células para a formação, desenvolvimento, maturação e regeneração dos neurônios, determinado posteriormente o papel delas não apenas no desenvolvimento e maturação de neurônios, mas também em sua destruição. Seu laboratório também descobriu e desenvolveu métodos de purificação e cultura de células do gânglio retinal e células gliais nas quais interagir, como oligodendrócitos e astrócitos no nervo óptico.
No começo da década de 2010, sua pesquisa focou no uso de técnica como a de imunoprospecção, imuno-histoquímica e cultura de tecidos para compreender as interações de célula para célula no desenvolvimento da regulação dos nódulos de Ranvier e das bainhas de mielina; determinar em que medida as células da glia desempenham um papel na formação de sinapses e na função das sinapses; identificar os sinais que promovem o crescimento e a sobrevivência dos gânglios da retina e como esse conhecimento desses sinais pode ser regenerado após o trauma; identificar as funções e mecanismos de desenvolvimento dos astrócitos da substância cinzenta. Nesses estudos, seu laboratório descobriu vários novos sinais gliais para a indução de mielinização, agrupamento axonal de canais de sódio e processos de formação de sinapses. Além disso, seu laboratório caracterizou esses processos e a identidade exata desses novos sinais.

## Machismo na ciência
Ben escreveu a respeito de suas experiência com discriminação de gênero antes de sua cirurgia, quando estava no MIT. Depois de resolver um difícil problema matemático, superando os colegas homens, seu professor disse que quem tinha resolvido a equação tinha sido seu namorado. Era o melhor aluno de sua sala, mas teve dificuldades para encontrar um orientador para sua pesquisa. Chegou a perder uma bolsa de estudos para um homem cisgênero que tinha uma publicação, enquanto Ben (ainda Barbara) tinha seis. Enquanto fazia seu doutorado em Harvard, em um concurso científico, lhe foi confidenciado que seu artigo era melhor do que do colega cisgênero, mas o prêmio foi para o colega homem, que abandonou a carreira científica no ano seguinte.
Após passar por uma cirurgia de readequação sexual, Ben notou que as pessoas não sabiam que ele era transgênero e o tratavam com muito mais respeito do que quando se apresentava como uma mulher. Depois de seu primeiro seminário como Ben, um cientista na plateia, que acreditava que Barbara fosse sua irmã, disse:
| “ | Ben Barres fez um grande seminário hoje, mas seu trabalho é muito melhor do que o de sua irmã. | ” |

Em 2012, ele reuniu todos os eventos e situações derivados de sua transição e cirurgia em um artigo.
| “ | Quando decidi mudar de sexo 15 anos atrás, eu não tinha modelos para me guiar. Pensei que eu tinha que decidir entre identidade ou carreira. Eu mudei de sexo pensando que minha carreira poderia ter acabad ali. A alternativa que considerei seriamente na época foi o suicídio, pois não podia continuar como Barbara. | ” |

Ben também criticou duramente o economista Lawrence Summers, entre outros, que alegaram que o motivo para ter poucas mulheres nas áreas de ciências exatas e engenharia era pelo fato de mulheres serem "menos aptas" para estas áreas e para os cargos de chefia dentro das instituições e escreveu abertamente sobre sua cirurgia e sobre a forma como era tratado antes e depois dela. Chegou inclusive a questionar vários cientistas da área comportamental e sexual, como Steven Pinker e Harvey Mansfield a mostrar dados formais que pudessem apoiar tais afirmações machistas.

## Morte
Ben foi diagnosticado com câncer de pâncres em 2016 e vinte meses depois veio a falecer em 27 de dezembro de 2017, em sua casa em Palo Alto, Califórnia.